# 송혜령
송혜령(宋彗領, 1997년 2월 14일~ )은 대한민국의 바둑 기사이다.
권갑용 바둑도장의 김수용 문하에서 바둑을 배웠으며 2014년 제43회 여자입단대회를 통해 프로에 입단했다. 2015년 제3기 메지온배 신인왕전 본선과 제17기 여류명인전 본선에 올랐다. 2016년 제35회 KBS바둑왕전 48강과 제4회 메지온배 오픈신인왕전 8강, 제10회 지지옥션배 본선, 제1회 꽃보다 바둑 여왕전 본선에 진출했다. 2017년 3월 2단으로 승단했고, 제7회 황룡사·정단과기배 세계여자바둑단체전 본선에 올랐다. 2018년 제3회 미래의 별 신예최강전 본선 24강에 진출했다. 2020년 3단으로 승단했다.